# کافئین‌زدایی

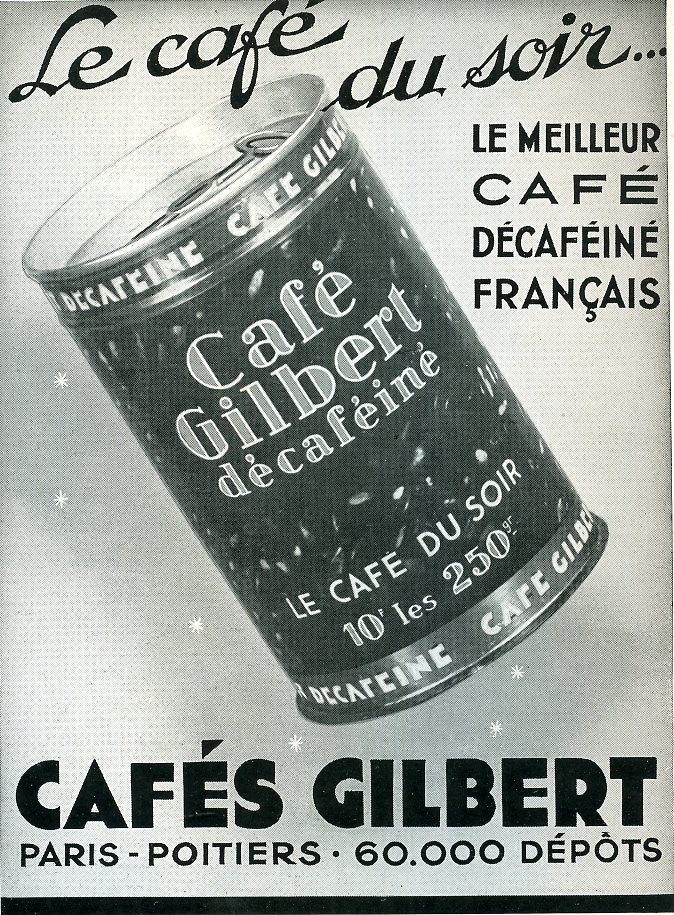
نوشیدنی بدون کافئین

کافئین‌زدایی فرایند حذف کافئین از دانه‌های قهوه، کاکائو، برگ‌های چای، و سایر مواد حاوی کافئین است. نوشیدنی بدون کافئین معمولاً تنها حاوی ۲–۱٪ از مقدار کافئین اولیه است، این در حالی است که محصولات تا ۲۰٪ کافئین اولیه را بدون کافئین می‌نامند.

اولین مورد کافئین‌زدایی از قهوه توسط فریدلیب رونگه در ۱۸۲۰ صورت گرفت.

## فرایندهای کافئین‌زدایی برای قهوه
دانه قهوه حاوی ۱ تا ۴ درصد کافئین هستند. در مورد کافئین‌زدایی قهوه، روش‌های مختلف استفاده می‌شود. این فرایند در دانه‌های بو نداده (سبز) انجام شده و با گذراندن بخار از دانه‌های قهوه شروع می‌شود. سپس دانه‌های قهوه با یک حلال شستشو داده می‌شوند تا عصاره کافئین از ترکیبات دیگر تا حد زیادی جدا شود. این فرایند ۸–۱۲ بار تکرار می‌شود تا محتوای کافئین مطابق با استاندارد مورد نیاز گردد (۹۷٪ کافئین با توجه به استانداردهای بین‌المللی برداشته شود، یا ۹۹٫۹٪ بر حسب جرم در استاندارد اتحادیه اروپا).